# Kajetan Duszyński
Kajetan Duszyński (Siemianowice Śląskie, 12 de maio de 1995) é um velocista polonês, campeão olímpico especialista nos 400 metros rasos.
Em Tóquio 2020 tornou-se campeão olímpico integrando o revezamento 4x400 m misto da Polônia, disputado pela primeira vez em Olimpíadas, com Karol Zalewski, Natalia Kaczmarek e Justyna Święty-Ersetic, com a segunda melhor marca do mundo e o primeiro recorde olímpico estabelecido. 